# Teorema de la corba de Harnack

La corba el·líptica (grau suau 3) a l'esquerra és una corba M, ja que té els components màxims (2), mentre que la corba de la dreta té només 1 component.

En geometria algebraica real, el teorema de la corba de Harnack, amb el nom d'Axel Harnack, dona el possible nombre de components connectats que pot tenir una corba algebraica, en termes del grau de la corba. Per a qualsevol corba algebraica de grau m en el pla projectiu real, el nombre de components c està limitat per
{\displaystyle {\frac {1-(-1)^{m}}{2}}\leq c\leq {\frac {(m-1)(m-2)}{2}}+1.\ }
El nombre màxim és un més que el gènere màxim d'una corba de grau m, que s'obté quan la corba no és singular. A més, es pot aconseguir qualsevol nombre de components en aquest rang de possibles valors

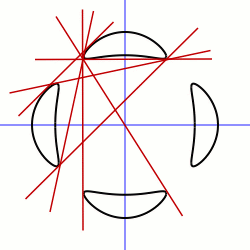
La corba Trott, que es mostra aquí amb 7 dels seus bitangents, és una corba M quartica (grau 4), aconseguint els components màxims (4) per a una corba d'aquest grau.

Una corba que aconsegueix el nombre màxim de components reals s'anomena una corba M (de "màxim"), per exemple, una corba el·líptica amb dos components, com ara {\displaystyle y^{2}=x^{3}-x,} o la corba Trott, un quàrtic amb quatre components, són exemples de corbes M.
Aquest teorema va servir de base al setzè problema de Hilbert.
En un desenvolupament recent, es mostra una corba de Harnack és una corba de la qual l'ameba té una àrea igual al polígon de Newton del polinomi P, que s'anomena la corba característica dels models dímers, i cada corba de Harnack és la corba espectral d'algun model dímer.(Mikhalkin 2001)(Kenyon, Okounkov & Sheffield (2006))